# Jack Donnelly
Jack Donnelly (Bournemouth, Anglaterra, 28 d'octubre de 1985) és un actor anglès, més conegut pel seu paper de Jason Winkler a la popular sèrie la que s'acosta de Nickelodeon House of Anubis i com Jàson en Atlantis.
Fill de Tony Donnelly i de Chrissie Wickham, un coreògrafa i actriu, va assistir a la St. Catherine 's Primary School a Wimborne, Dorset, i després a l'escola St. Peter' s a Bournemouth.
Al març de 2013 es va anunciar que s'havia unit a l'elenc de la sèrie de la BBC Atlantis en el paper principal, Jason. Algunes pistes del seu personatge, com matar el Minotaure, i estar emocionalment lligat amb Ariadna, ens dona raó per pensar que el personatge Jason és Teseu, fill de Poseidón. És membre i fundador del grup de comèdia d'improvisació "Chuckle Duster", que porta a terme de tant en tant a l'est de Londres.